# Tycherus bellicornis
Tycherus bellicornis là một loài tò vò trong họ Ichneumonidae.